# Mapou
Mapou is een plaats in Mauritius, gelegen op de grens van de districten Rivière du Rempart en Pamplemousses. Het noordelijk deel van Mapou ligt in Rivière du Rempart en het zuidelijk deel in Pamplemousses. De plaats telde 1.296 inwoners in het noordelijk deel en 259 inwoners in het zuidelijk deel op 1 juli 2014.
Bambous · Beau Bassin-Rose Hill · Centre de Flacq · Mapou · Port Louis · Port Mathurin · Quartier Militaire · Raphael · Rose-Belle · Souillac · Triolet · Vingt Cinq